# Фердинанд фон Щолберг-Вернигероде
Фердинанд фон Щолберг-Вернигероде (на немски: Ferdinand Graf zu Stolberg-Wernigerode; * 18 октомври 1775, дворец Вернигероде; † 20 май 1854, Петерсвалдау/Pieszyce, Полша) от фамилията Щолберг, е граф на Щолберг-Вернигероде-Вернигероде, и Петерсвалдау (Pieszyce) в Долносилезко войводство, Полша.

## Произход
Той е вторият син на граф Кристиан Фридрих фон Щолберг-Вернигероде (1746 † 16 февруари 1854 в Петерсвалдау) и съпругата му графиня Августа Елеонора фон Щолберг-Щолберг (1748 – 1821, Петерсвалдау, погребана там), сестра на граф Карл Лудвиг фон Щолберг-Щолберг (1742 – 1815), дъщеря на граф Кристоф Лудвиг II фон Щолберг-Щолберг (1703 – 1761) и графиня Луиза Шарлота фон Щолберг-Росла (1716 – 1796, Берлин).
Братята му са граф Хайнрих фон Щолберг-Вернигероде (1772 – 1854, дворец Вернигероде), Константин фон Щолберг-Вернигероде (1779 – 1817, Карлсбад), граф на Щолберг-Вернигероде в Яновитц, и Антон фон Щолберг-Вернигероде цу Крепелхоф и Дирсфорт (1785 – 1854, Берлин), пруски държавен министър.

## Фамилия
Фердинанд фон Щолберг-Вернигероде се жени във Вернигероде на 25 май 1802 г. за графиня Мария Агнес Каролина фон Щолберг-Щолберг (* 4 май 1785, Копенхаген; † 16 октомври 1848, Петерсвалдау), внучка на граф Кристиан Гюнтер фон Щолберг-Щолберг (1714 – 1765), дъщеря на граф Фридрих Леополд фон Щолберг-Щолберг (1750 – 1819) и Хенриета Елеонора Агнес фон Витцлебен (1762 – 1788). Те имат тринадесет деца:
- Фридрих фон Щолберг-Вернигероде (* 17 януари 1804, Берлин; † 5 януари 1865, Петерсвалдау), женен на 16 юни 1835 г. за графиня Шарлота фон Хохберг, фрайин цу Фюрстенщайн (* 2 декември 1806; † 14 март 1882, Дрезден)
- Хелена фон Щолберг-Вернигероде (* 8 ноември 1805, Нойдорф; † 17 март 1869, Дрюбек), абатиса на Дрюбек (1845 – 69)
- Александер (* 8 април 1807, Нойдорф; † 30 септември 1810, Нойдорф)
- Агнес (* 14 август 1808, Нойдорф; † 2 март 1827, Петерсвалдау)
- Рихард (* 31 януари 1810, Нойдорф; † 21 май 1827)
- Йоханес фон Щолберг-Вернигероде (* 6 февруари 1811, Нойдорф; † 20 юли 1862, Алтенхаген), женен на 21 юни 1856 г. в Шлемин за Емма Каролина Хенриета фон Тун (* 10 юни 1824, Берлин; † 18 май 1900, Алтенхаген), дъщеря на генерал-лейтенант и дипломат Вилхелм Улрих фон Тун (1784 – 1862). Тя се омъжва втори път 1865 г. за граф Ото фон Золмс-Рьоделхайм-Асенхайм (1829 – 1904)[5]
- Леонхард (* 22 април 1812, Нойдорф; † 19 май 1834, Петерсвалдау)

- Бенно (* 26 август 1813, Нойдорф; † 2юли 1814, Нойдорф)
- Франц (* 3 юни 1815, Петерсвалдау; † 7 декември 1888, Тервуерен близо до Брюксел)
- Гюнтер фон Щолберг-Вернигероде (* 19 юни 1816, Петерсвалдау; † 25 октомври 1888, Петерсвалдау), женен на 4 ноември 1850 г. в Десау за Мария фон Лебин (* 16 ноември 1820; † 14 юли 1857)
- Фридрих Вилхелм (* 21 декември 1817; † 25 януари 1861)
- Августа фон Щолберг-Вернигероде (* 12 януари 1823; † 10 декември 1864, Вюрцбург), омъжена в Петерсвалд на 28 октомври 1851 г. за граф Рудолф фон Щолберг-Вернигероде цу Гедерн (* 9 август 1809; † 26 май 1867, Гедерн), най-малкият син на граф Хайнрих фон Щолберг-Вернигероде (1772 – 1854) и принцеса Каролина Александрина Хенриета Жанета фон Шьонбург-Валденбург 1780 – 1809)
- Кристиан Фридрих (* 16 юни 1826, Нойдорф; † 16 юли 1873, Петерсвалдау)